# Bohdan Ljednjew
Bohdan Serhijowytsch Ljednjew (ukrainisch Богдан Сергійович Лєднєв, wiss. Transliteration Bohdan Serhijovyč Ljednjev, FIFA-Schreibweise nach engl. Transkription: Bohdan Serhiyovych Lyednyev; * 7. April 1998 in Skwyra) ist ein ukrainischer Fußballspieler, der beim Erstligisten Dynamo Kiew unter Vertrag steht und momentan an Fehérvár FC in Ungarn verliehen ist.

## Karriere

### Verein
Bohdan Ljednjew wurde in Skwyra, Oblast Kiew geboren und spielte in den Nachwuchsabteilungen von Dynamo Kiew, des SS Atlet Kiew und des FK Dnipro. Im Sommer 2016 trainierte er zur Probe beim spanischen Verein FC Málaga, entschied sich aber schließlich für eine Rückkehr zu Dynamo. Am 29. Dezember 2016 unterzeichnete er seinen ersten professionellen Vertrag beim Hauptstadtverein. In der UEFA Youth League 2016/17 fiel er mit sechs Toren in sieben Spielen für die U19-Mannschaft erstmals auf internationalen Boden auf. Am 25. Oktober 2017 debütierte er beim 3:2-Pokalsieg nach der Verlängerung gegen den FK Olexandrija in der ersten Mannschaft, als er in der 118. Spielminute für Witalij Mykolenko eingewechselt wurde. In dieser Saison 2017/18 bestritt er keinen weiteren Einsatz für die Herrenauswahl, wurde aber mit 16 Treffern der Torschützenkönig in der U21-Mannschaft.
Die Vorbereitung zur Saison 2018/19 absolvierte er mit der ersten Mannschaft von Cheftrainer Aljaksandr Chazkewitsch. Am 19. Juli 2018 lieh man ihn für zwei Spielzeiten an den Ligakonkurrenten Sorja Luhansk aus. Dort debütierte er am 4. August 2018 (3. Spieltag) beim 1:1-Unentschieden gegen Tschornomorez Odessa in der höchsten ukrainischen Spielklasse, als er in der 80. Spielminute Rafael Ratão ersetzte. Am 23. August 2018 flog er beim 0:0-Unentschieden gegen den RB Leipzig im Qualifikationsspiel zur UEFA Europa League 2018/19 bereits in der 17. Spielminute mit glatt Rot vom Platz, da gegenüber dem Leipziger Marcelo Saracchi eine Tätlichkeit ausübte. Zwei Wochen später (7. Spieltag) gelang ihm beim 5:0-Auswärtssieg gegen Arsenal Kiew sein erstes Tor für die Muschyky. In dieser Spielzeit bestritt er einige Spiele in der Startelf, war aber überwiegend Rotationsspieler und bestritt 22 Ligaspiele, in denen er ein Mal traf.
In seinem zweiten Jahr bei den Ostukrainern verbesserte sich Bohdan Ljednjew deutlich. Mit Sorja Luhansk nahm er dabei Kampf um den Vizemeistertitel gegen seinen Stammverein Dynamo Kiew an. Nach 13 Spieltagen hielt er bereits bei acht Toren. Mit dem Verein klassierte er sich schließlich auf dem dritten Rang, wozu Ljednjew mit 11 Toren und drei Vorlagen in 27 Ligaeinsätzen einen wesentlichen Beitrag leistete. Nach seiner Rückkehr zu Dynamo folgten dann die ersten Pflichtspiele in der Profimannschaft und er gab auch sein Debüt in der Champions League im Gruppenspiel gegen den FC Barcelona. Am Ende der Saison 2020/21 feierte er mit der Mannschaft das nationale Triple aus Meisterschaft, Pokal sowie dem Gewinn des Supercups. Im Januar 2022 wurde er dann leihweise bis zum Jahresende an den ungarischen Erstligisten Fehérvár FC abgegeben.

### Nationalmannschaft
Ljednjew spielte für die ukrainische U17 und U19-Nationalmannschaften, bevor er am 1. September 2017 beim 1:1-Unentschieden gegen Lettland in der U21 debütierte und das einzige Tor für die Ukraine erzielte. Während zwei Jahren erzielte er dort in 18 Partien vier Tore für die Auswahl. Im Juni 2021 wurde Lednev dann erstmals von Trainer Andrij Schewtschenko für die A-Nationalmannschaft berufen, zum Einsatz kam er jedoch nicht.

## Erfolge
- Ukrainischer Superpokalsieger: 2020
- Ukrainischer Meister: 2021
- Ukrainischer Pokalsieger: 2021